# Statkraft

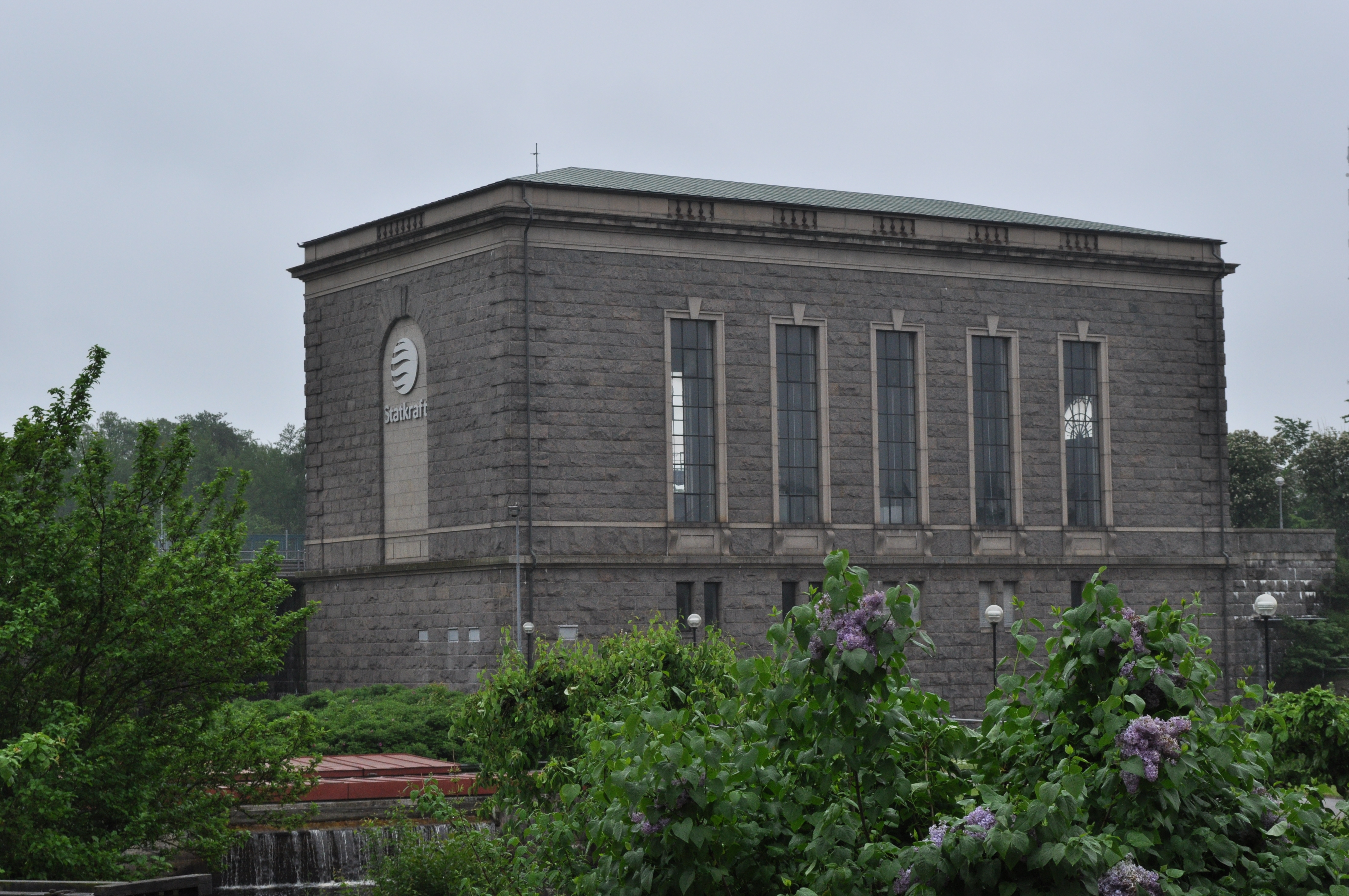
Kraftverket i Laholm med Statkrafts logotyp på kortsidan

Statkraft AS är ett kraftbolag, som ägs av den norska staten genom närings- och handelsdepartementet. Bolaget grundades 1 januari 1992. År 2004 bytte bolaget bolagsform från "statsforetak" till aktiebolag. Statkraft är störst i Europa inom förnyelsebar energi.[källa behövs] Koncernen producerar och utvecklar vattenkraft, vindkraft, gaskraft och fjärrvärme. Statkraft har 5000 medarbetare i 20 länder. 
Statkraft har dotterbolaget "Statkraft Sverige AB". Detta äger 54 vattenkraftverk med sammanlagt en genomsnittlig årsproduktion på 5,4 TW, fyra vindparker i Jämtland och Härjedalen samt fyra fjärrvärmenät i Trosa, Kungsbacka, Åmål och Vagnhärad.